# John Charles
William John Charles (27. prosinec 1931 Swansea, Wales – 21. únor 2004 Wakefield, Anglie) byl velšský fotbalový útočník a později i trenér.
Za velšskou reprezentaci odehrál 38 utkání a vstřelil 15 branek. Hrál s ní na mistrovství světa ve Švédsku roku 1958.
S Juventusem Turín třikrát vyhrál italskou ligu (1958, 1960, 1961) a dvakrát získal italský pohár (1959, 1960). V sezóně 1956/57 se stal nejlepším střelcem anglické ligy, v sezóně 1957/58 nejlepším střelcem Serie A.
Britský časopis World Soccer ho vyhlásil 30. nejlepším fotbalistou 20. století, italský Guerin Sportivo 44. nejlepším. Roku 2003 ho Velšská fotbalová asociace vybrala jako nejlepšího velšského fotbalistu uplynulých 50 let a nominovala ho tak do elitní dvaapadesátky hráčů ("Golden Players") složené u příležitosti 50. výročí federace UEFA. V anketě 100 velšských hrdinů (jež byla obdobou ankety Greatest Britons či Největšího Čecha) se umístil na 19. místě.

## Statistiky

### Klubové
| Sezóna                 | Klub                   | Liga                   | Liga   | Liga | Ligové poháry | Ligové poháry | Ligové poháry | Kontinentální poháry | Kontinentální poháry | Kontinentální poháry | Celkem | Celkem |
| Sezóna                 | Klub                   | Soutěž                 | Zápasy | Góly | Soutěž        | Zápasy        | Góly          | Soutěž               | Zápasy               | Góly                 | Zápasy | Góly   |
| ---------------------- | ---------------------- | ---------------------- | ------ | ---- | ------------- | ------------- | ------------- | -------------------- | -------------------- | -------------------- | ------ | ------ |
| 1948/49                | Leeds                  | 2 Division             | 3      | 0    | AP            | 0             | 0             | -                    | 0                    | 0                    | 3      | 0      |
| 1949/50                | Leeds                  | 2 Division             | 42     | 1    | AP            | 5             | 0             | -                    | 0                    | 0                    | 47     | 1      |
| 1950/51                | Leeds                  | 2 Division             | 34     | 3    | AP            | 2             | 0             | -                    | 0                    | 0                    | 36     | 3      |
| 1951/52                | Leeds                  | 2 Division             | 18     | 0    | AP            | 5             | 0             | -                    | 0                    | 0                    | 23     | 0      |
| 1952/53                | Leeds                  | 2 Division             | 40     | 26   | AP            | 1             | 1             | -                    | 0                    | 0                    | 41     | 27     |
| 1953/54                | Leeds                  | 2 Division             | 39     | 42   | AP            | 2             | 1             | -                    | 0                    | 0                    | 41     | 43     |
| 1954/55                | Leeds                  | 2 Division             | 40     | 11   | AP            | 2             | 1             | -                    | 0                    | 0                    | 42     | 12     |
| 1955/56                | Leeds                  | 2 Division             | 41     | 29   | AP            | 1             | 0             | -                    | 0                    | 0                    | 42     | 29     |
| 1956/57                | Leeds                  | 1 Division             | 40     | 38   | AP            | 1             | 1             | -                    | 0                    | 0                    | 41     | 39     |
| 1957/58                | Juventus               | Serie A                | 34     | 28   | IP            | 4             | 1             | -                    | 0                    | 0                    | 38     | 29     |
| 1958/59                | Juventus               | Serie A                | 29     | 19   | IP            | 4             | 5             | PMEZ                 | 2                    | 0                    | 35     | 24     |
| 1959/60                | Juventus               | Serie A                | 34     | 23   | IP            | 3             | 3             | -                    | 0                    | 0                    | 37     | 26     |
| 1960/61                | Juventus               | Serie A                | 32     | 15   | IP            | 3             | 1             | PMEZ                 | 2                    | 0                    | 37     | 16     |
| 1961/62                | Juventus               | Serie A                | 21     | 8    | IP            | 4             | 2             | PMEZ+Stř.P           | 6+4                  | 0                    | 35     | 10     |
| Celkem za Juventus     | Celkem za Juventus     | Celkem za Juventus     | 150    | 93   | -             | 18            | 12            | -                    | 14                   | 0                    | 182    | 105    |
| čev.-lis. 1962         | Leeds                  | 2 Division             | 11     | 3    | AP            | 0             | 0             | -                    | 0                    | 0                    | 11     | 3      |
| Celkem za Leeds        | Celkem za Leeds        | Celkem za Leeds        | 308    | 153  | -             | 19            | 4             | -                    | 0                    | 0                    | 327    | 157    |
| 1962/63                | Řím                    | Serie A                | 10     | 4    | IP            | 0             | 0             | Vel.P                | 2                    | 1                    | 15     | 5      |
| 1963/64                | Cardiff City           | 2 Division             | 33     | 11   | AP+ALP+WP     | 1+1+6         | ?             | -                    | 0                    | 0                    | 41     | 11+    |
| 1964/65                | Cardiff City           | 2 Division             | 28     | 3    | AP+ALP+WP     | 0+6+6         | ?             | PVP                  | 5                    | 0                    | 45     | 3+     |
| 1965/66                | Cardiff City           | 2 Division             | 7      | 4    | AP+ALP+WP     | 0+3+1         | ?             | PVP                  | 2                    | 0                    | 13     | 4+     |
| Celkem za Cardiff City | Celkem za Cardiff City | Celkem za Cardiff City | 68     | 18   | -             | 24            | ?             | -                    | 7                    | 0                    | 99     | 18+    |
| 1966/67                | Hereford               | 5.liga                 | 42     | 26   | AP            | 9             | 11            | -                    | 0                    | 0                    | 51     | 27     |
| 1967/68                | Hereford               | 5.liga                 | ?      | ?    | AP            | ?             | ?             | -                    | 0                    | 0                    | ?      | ?      |
| 1968/69                | Hereford               | 5.liga                 | ?      | ?    | AP            | ?             | ?             | -                    | 0                    | 0                    | ?      | ?      |
| 1969/70                | Hereford               | 5.liga                 | ?      | ?    | AP            | ?             | ?             | -                    | 0                    | 0                    | ?      | ?      |
| 1970/71                | Hereford               | 5.liga                 | 24     | 10   | AP            | 10            | 2             | -                    | 0                    | 0                    | 34     | 12     |
| Celkem za Hereford     | Celkem za Hereford     | Celkem za Hereford     | 66+    | 36+  | -             | 19+           | 13+           | -                    | 0                    | 0                    | 85+    | 49+    |
| 1971/72                | Merthyr Tydfil         | 5.liga                 | ?      | ?    | ?             | ?             | ?             | -                    | 0                    | 0                    | ?      | ?      |
| Celkově                | Celkově                | Celkově                | 602+   | 304+ | -             | 80+           | 29+           | -                    | 23                   | 1                    | 705+   | 334+   |

### Reprezentační

#### Statistika na velkých turnajích
| Reprezentace | Rok     | Zápasy                   | Zápasy | Zápasy   | Zápasy           | Zápasy           | Zápasy   |
| Reprezentace | Rok     | Fáze turnaje             | Datum  | Soupeř   | Odehraných minut | Vstřelené branky | Výsledek |
| ------------ | ------- | ------------------------ | ------ | -------- | ---------------- | ---------------- | -------- |
| Wales        | MS 1958 | 1 zápas ve skupině       | 8. 6.  | Maďarsko | 90               | 1                | 1:1      |
| Wales        | MS 1958 | 2 zápas ve skupině       | 11. 6. | Mexiko   | 90               | 0                | 1:1      |
| Wales        | MS 1958 | 3 zápas ve skupině       | 15. 6. | Švédsko  | 90               | 0                | 0:0      |
| Wales        | MS 1958 | Dodatečný zápas o postup | 17. 6. | Maďarsko | 90               | 0                | 2:1      |

## Úspěchy

### Klubové

#### Národní
- vítěz italské ligy (3x)

Juventus: 1957/58, 1959/60, 1960/61
- vítěz italského poháru (2x)

Juventus: 1958/59, 1959/60
- vítěz velšského poháru (2x)

Cardiff City: 1963/64, 1964/65

### Reprezentační
- 1× na MS (1958)

### Individuální
- 1x nejlepší střelec anglické ligy  (1956/57 - 38 branek)
- 1x nejlepší střelec italské ligy  (1957/58 - 28 branek)
- uveden do Síně slávy velšského sportu (1993)
- uveden do Síně slávy anglického fotbalu (2002)
- ocenění UEFA Jubilee 52 Golden Players (2004)